# کراتیلیسم
کراتیلیسم (انگلیسی: Cratylism) یک نظریه فلسفی است که معتقد است بین کلمات و آنچه کلمات تعیین می‌کنند رابطه طبیعی وجود دارد. این نظریه منعکس‌کننده آموزه‌های کراتولوس آتنی است، که اواسط تا اواخر قرن پنجم پیش از میلاد، همکار سقراط در گفتگوی افلاطون کراتیلوس است.
ژرار ژنت این نظریه را به کراتیلیسم اولیه و ثانویه تقسیم کرد. گفته می‌شود که اولی شامل تلاشی کلی برای برقراری پیوند انگیزشی بین دال و مدلول با ابداع ارزش‌های عاطفی برای صداهای خاص است، درحالی‌که دومی می‌پذیرد که زبان سقوط کرده است و دال از رابطه دلخواه با مدلول برخوردار است. کراتیلیسم با سبک از زبان‌شناسی متمایز می‌شود: در زبان طبیعی، جایی که ارتباط کاملی بین کلمه و چیزها یافت می‌شود، دیگر تغییرات سبک قابل تصور نیست.